# Prästedammarna
Prästedammarna är en sjö i Tjörns kommun i Bohuslän och ingår i Göta älv-Bäveåns kustområde.